# Gertrude Webster Kamkwatira
Gertrude Webster Kamkwatira (c 1966 -. 2006) là một nhà viết kịch, đạo diễn và diễn viên người Malawi.

## Đời sống
Kamkwatira sinh vào khoảng năm 1966. Cô trở thành giám đốc của Nhà hát Hòa nhạc Wakhumbata vào năm 1999 sau cái chết của người sáng lập, Du Chisiza. Sau đó, cô "đào tẩu" khỏi nhóm đó và thành lập nhóm kịch Wanna-Do. vị trí mà bà nắm giữ bao gồm Chủ tịch Hiệp hội Nhà hát Quốc gia Malawi và Chủ tịch Hiệp hội Bản quyền của Malawi.
Kamkwatira đã viết về mười ba vở kịch  bằng tiếng Anh, bao gồm cả Lỗi của tôi, liên quan đến bạo lực gia đình và áp bức tình dục, Tái thẩm và phá vỡ tin tức của Jesus, một vở kịch về việc chống lại AIDS. Trong một cuộc phỏng vấn năm 2003, cô nói rằng bình thường cô sẽ dành một hoặc hai ngày để viết một vở kịch, sau đó tiếp tục làm việc với nó thêm ba tuần nữa. Tiếp theo cô sẽ thảo luận với một biên tập viên trước khi trình bày nó với các diễn viên. Mỗi diễn viên sau đó nên đọc và hiểu vở kịch là bước đầu tiên trong quá trình diễn tập.
Sự nghiệp diễn xuất của cô bắt đầu khi không có nhiều diễn viên nữ ở Malawi. Năm 1987, cô phải nhận ba vai diễn đồng thời vì Wakhumbata có quá ít nữ diễn viên.
Cô qua đời vì bệnh sốt rét ở tuổi 40, năm 2006.